# Sofija Paleolog
Zoe Paleolog (grč. Ζωή Παλαιολογίνα), kasnije Sofija Paleolog (rus. София Фоминична Палеолог) (?, oko 1445. – ?, 7. travnja 1503.), bizantska princeza iz carske dinastije Paleologa i moskovska velika kneginja, kao druga supruga velikog kneza Ivana III. (1462. – 1505.) iz dinastije Rjurikoviča. Preko najstarijeg sina Vasilija III. (1505. – 1533.) bila je baka prvog ruskog cara Ivana IV. Groznog (1533. – 1584.).
Pozivajući se na rodbinsku vezu s Paleolozima, preko carice Sofije, Rjurikoviči su kasnije uzeli carski naslov, imenovali Moskvu Trećim Rimom i proglasili se baštinicima Bizantskog Carstva, iskazujući svoje pravo na Istanbul.

## Životopis
Bila je drugorođena kći morejskog despota i titularnog bizantskog cara Tome Paleologa i Katarine Zaccaria. Poslije pada Carigrada 1453. godine, Paleolozi su se održali na Peloponezu. Međutim, 1460. godine Osmanlije su napale i zauzele Morejsku despotovinu te je Toma Paleolog zajedno s obitelji izbjegao na otok Krf. Odatle je Toma otputovao u Rim gdje ga je papa Pio II. (1458. – 1464.) priznao za zakonitog bizantskog cara. Katarina († 1462.) je s djecom, Helenom, Zoe, Andrijom i Manuel ostala na Krfu. Godine 1465. djeca su na poziv umirućeg oca otputovala u Rim. Poslije očeve smrti papa Siksto IV. (1471. – 1484.) preuzeo je brigu o djeci i vjerojatno je tada Zoe prešla s pravoslavlja na katoličanstvo i promijenila ime u Sofija. Brigu o djeci vodio je kardinal i biskup Bazil Bessarion (1403. – 1472.) ugledni grčki renesansni humanist i teolog, a papa je plaćao sve potrebno za njihovo školovanje i život.
Nakon Tomine smrti, stariji sin Andrija († 1502.) naslijedio je titularni naslov bizantskog cara, ali ga je prodao nekolicini europskih vladara i na kraju umro u siromaštvu. Mlađi sin Manuel se vratio u Istanbul gdje je priznao suverenitet sultana Bajazida II. (1481. – 1512.). Prema nekim izvorima, navodno je prešao na islam, stvorio obitelj i služio u osmanskoj mornarici.
Nakon smrti prve supruge moskovskog velikog kneza Ivana III. 1467. godine, Sofija se na inicijativu pape Pavla II. (1464. – 1471.) udala za moskovskog kneza. Činom vjenčanja Ivan III. je prisvojio Sofijino pravo na Carigrad, a papa je stekao mogućnost utjecaja na Rusiju s željom da ostvari uniju između katoličke i pravoslavne Crkve.
Godine 1497. Sofija i njen najastariji sin Vasilije bili su optuženi za urotu protiv kneza Dimitrija, sina Ivana Mladog te su protjerani s dvora. Pomilovani su 1499. godine nakon čega su se vratili na dvor
Sofija je s Ivanom III. imala jedanaestero djece:
- Helena (1474. – 1476.)
- Feodosija (1475. – ?)
- Helena (1476. – 1513.), udana za Aleksandra Jagelovića, poljskog kralja i litavskog velikog vojvodu.
- Vasilij III. (1479. – 1533.), postao moskovski veliki knez
- Jurij (1480. – 1536.), knez Dmitrova; umro u zatvoru od gladi
- Dmitrij (1481. – 1521.), princ Ugliča
- Eudokija (1483. – 1513.), udana za Khudakul, Kazanskog cara Tartara
- Helena (1484. – ?)
- Feodosija (1485. – 1501.), udana za Vasilija, princa Kholma
- Simeon (1487. – 1518.), knez Kaluge, pobjega u Litvu nakon optužbe za veleizdaju
- Andrej (1490. – 1537.), knez Staritza, ubijen u zatvoru